# 浜松町ビルディング
浜松町ビルディング（はままつちょうビルディング）は、東京都港区芝浦一丁目にある超高層ビルである。東芝の旧浜松町本社事務所所在地である。
開業当初は東芝ビルディングとして開業するが、東芝がビルを所有する東芝不動産の株式65%を野村不動産ホールディングスに売却し、本社機能の過半を完成したラゾーナ川崎東芝ビル（神奈川県川崎市幸区）に移すと、名称は浜松町ビルディングに改められた。 2025年8月1日、当ビルから登記上の本店をラゾーナ川崎東芝ビルに移転した。
当ビルを含めた4.7ヘクタールの敷地は、野村不動産（旧野村不動産ビルディングを含む）と東日本旅客鉄道（JR東日本）が再開発計画「芝浦プロジェクト」を推進し、複合施設「BLUE FRONT SHIBAURA」を整備している。
第26回BCS賞特別賞受賞。

## 概要
田町駅芝浦口から海岸通りを経て汐留までにいたる地域は、かつてはいわゆる埋立地の倉庫街だった。だが、東京湾がもつ船による輸送機能が自動車輸送の発達に大きく影響され、工場、倉庫は撤退。その跡地の有効利用が求められるようになった、このため、港区が1974年に芝浦一丁目における工場、倉庫の跡地利用「SKP（芝浦総合開発プロジェクトの略称）計画」の提案を行い、事業化の方法、業種ビル形態のバリエーション等の検討の結果、超高層貸オフィスビル1棟案が採用された。
この地を発祥とする東京芝浦電気（現在の東芝）が核となり、共同事業者である港建物が設立され、その後参画した第一生命保険とともに事業は推進されることになるが、北側に隣接する敷地に「東京ガスビルディング」の計画が持ち上がり、1977年、芝浦1丁目および海岸1丁目が一体となって特定街区の指定（芝浦1丁目特定街区）を得たことより、浜松町駅の改造、歩車用の都道整備、運河の橋新設などの土木工事によるインフラ整備も併せて開発に組み込まれることになった。
建設工事は1981年8月に着工し、東芝発足45周年にあたる1984年に竣工した。約400億円が投じ整備されたビルは、その70%が東芝本社として利用されることから「東芝ビルディング」と命名され、東芝や東芝グループ各社の本社機能が入居。竣工年は「東芝」と社名変更された年でもあり、またちょうど情報通信分野に参入した時期ともかさなったこともあって、自社の最先端OA機器を徹底的に活用。本格的なインテリジェントビルのはしりとして注目された。
竣工当初から低層階には丸善石油（コスモ石油）が入居しエントランスには社名標も掲示。1階には東芝ビル内郵便局のほか、三井住友銀行浜松町ビルディング出張所（ATM）がある。このATMはビル開業を機に開設された三井銀行浜松町東芝ビル支店を発祥とし、さくら銀行（旧三井銀行、現在の三井住友銀行）時代に出張所（親店舗は世界貿易センタービル内の浜松町支店）に格下げとなり、2014年3月7日（最終営業日）をもって親店舗に統合。無人化された。またコスモ石油のメインバンクである三菱UFJ銀行（旧：三和銀行）ATMもあったが廃止となった。
浜松町駅とは東京ガスビルディングと共同で設けたペデストリアンデッキで結ばれ、南側には住所が「芝浦一丁目1番1号」と1が3つ並ぶことに因み、「スリーワンプラザ」と名付けられた飲食店などが入る別館があったが、再開発に着手するため解体された。北側には「東芝浜松町ビル」というよく似た名前のビルがある（写真左側の白い低層ビル）。
2008年11月、ビルを所有する東芝不動産の株式65%を野村不動産ホールディングスが東芝から800億円で取得し、東芝不動産はNREG東芝不動産に社名を変更した（2020年野村不動産HDによる完全子会社化に伴い、野村不動産ビルディングに改称、さらに2022年野村不動産に吸収）。2013年、神奈川・川崎の再開発エリアにラゾーナ川崎東芝ビルが完成すると、東芝は本社機能の7割程度を同ビルに集約した。これを受け名称は「浜松町ビルディング」に改められ、野村不動産は翌年9月までに清水建設が開発した新型の制振装置の設置工事を完了させ、空いたスペースを新たに貸し出し、コニカミノルタジャパンやコスモエネルギーホールディングスなどが移転してきた。

### 再開発
野村不動産と野村不動産ビルディング並びにJR東日本は、当ビルおよびJR東日本が持つカートレイン乗降場跡地が一体となった4.7ヘクタールの敷地に、2棟の高層ビルからなる複合施設「BLUE FRONT SHIBAURA」の建設計画「芝浦プロジェクト」を発表している。設計には槙文彦を起用し、2021年9月に着工、2031年3月に全体竣工を予定する。

## 施設

### 外構
海に近く、鉄道と運河に囲まれていることなどの立地条件と内部構造の検討から、現状地盤から約2m高い防潮護岸のレベルに人工地盤（低層部の屋根）レベルを設け、その上に高層棟を建てる構成とした。この人工地盤を超高層ビルのための新しい敷地と考え、その周囲に1500本を超える常緑落葉の中高木と46000株以上の灌木を植えて自然の回復を図り、人工地盤の南側中央には滝と噴水、照明タワーのあるプラザの核として中庭広場を整備した。敷地内では緑とモダンなビルの組み合わせがいいのか、TVドラマのロケ地やファッション雑誌の撮影地として多く使われたほか、中庭のステージでは毎年8月に近所の商店街の人も参加してのど自慢大会も行われていた。

### 構造
建物の形状は基準階と上層階の平面形状を変えて、彫りの深い「門型タワー」とした。これは形態のユニークさのみを狙ったものではなく、あくまで効率に裏打ちされ、かつ構造の有利さに裏打ちされた形態を目指したからである。たとえば効率性については、レンタブル比は80%であり、通常から比べれば約10%向上している。このことにより、40階建てのうち1層分が増えるという、わかりやすいメリットが得られた。また構造としては、ハットトラスによる地震時の安定性などがある。

### 外装
建物の外装は厳しい立地環境に対応すべく、フラットで画一なアルミカーテンウォールとした。さらにガラスはその画一という方針を徹底すべく、熱線反射ガラスを採用している。カーテンウォールの色は、新しい再開発のシンボルとしてのイメージ、先端科学技術を追求する企業イメージ、さらに近接する世界貿易センタービル（2021年度に建て替えのため解体）と対比する意味で、2次電解着色による明るいシルバーホワイトを採用した。

## 隣接地
隣接する南側の敷地は、1988年（昭和63年）に特定街区の指定を受け、清水建設が本社機能を置く「シーバンスS館」（2012年清水建設本社ビルに移転）、NTT都市開発が所有する貸事務所「シーバンスN館」とアトリウム棟「ア・モール」からなる「シーバンス」が建てられ、1991年（平成3年）1月に竣工している。

## 沿革
- 1977年（昭和52年）3月11日 - 芝浦一丁目特定街区都市計画決定。
- 1981年（昭和56年） - 着工。
- 1984年（昭和59年） - 東芝ビルとして竣工。東京芝浦電気から社名を東芝に変更し、本社を移転。
- 2008年（平成20年）11月 - 野村不動産ホールディングスが東芝不動産の株式65%を800億円で買収しNREG東芝不動産に社名変更した。これにより、それまで子会社を通じて間接的に所有していた東芝の手から離れたことになる。
- 2013年（平成25年）名称を東芝ビルディングから浜松町ビルディングに改称。
- 2018年（平成30年） - 国家戦略特区の再開発事業として指定された。特定街区が3月16日付で廃止[16]。
- 2021年（令和3年） - 再開発計画「芝浦プロジェクト」により複合施設「BLUE FRONT SHIBAURA」を整備するためスリーワンプラザを解体。跡地には野村不動産による高さ約235メートルのS棟が建設される予定。
- 2027年（令和9年）度 - 再開発計画「芝浦プロジェクト」によりビルが解体され、その跡地に野村不動産による高さ約235メートルのN棟が建設される予定。高さ165.9メートルの超高層ビルの解体は、日本では過去最大。

## エレベータ
エレベーターは次のように分類される。地上3階から39階までは分速480メートルで30秒で結ぶが、2017年10月までにリニューアルが完了している。
- 低層用

1階 - 12階 - 13階
- 中低層用

1階 - 3階・13階 - 21階 - 22階
- 中高層用

1階 - 3階・13階・22階 - 29階 - 30階
- 高層用

1階 - 3階・13階・22階・30階 - 39階

## 交通
- JR・東京モノレール浜松町駅南口より専用通路で徒歩7分
- 都営地下鉄大江戸線・浅草線大門駅より徒歩12分
- ゆりかもめ日の出駅より徒歩10分